# Ярославское восстание
Яросла́вское восстание (в советской историографии известное как Ярославский мятеж) — событие первого послереволюционного года в России, антибольшевистское выступление горожан и членов организации Бориса Савинкова в Ярославле 6—21 июля 1918 года. Подавлено силами Рабоче-крестьянской Красной армии.
Подготовка восстания была раскрыта случайно, человек проговорился в лазарете, где среди персонала уже были агенты ЧК. В связи с этим, руководителям восстания пришлось наспех форсировать все приготовления, и выступление в намеченных городах началось несвоевременно, так как ЧК уже начала аресты московского и казанского филиалов «Союза защиты Родины и Свободы». Эта несвоевременность и отсутствие возможности скоординировать свои действия с другими антибольшевистскими силами вокруг региона восстания во многом предопределили неудачный и трагический итог. Сказалось отсутствие подкреплений и боеприпасов у восставших. Например, в первые дни восстания крестьянам из окрестных деревень восставшие раздали часть оружия в надежде, что они поднимут восстания в тылу красных окруживших город. Но крестьяне оказались пассивны.

## Предпосылки и организация восстания
Наряду с Рыбинским восстанием и Муромским восстанием, Ярославское восстание было организовано Союзом защиты Родины и Свободы, созданным Борисом Савинковым с санкции командования Добровольческой армии в лице генералов Лавра Корнилова и Михаила Алексеева. Цель создания Союза защиты Родины и Свободы — организация сопротивления большевизму в Центральной России. Осуществляя общее руководство восстанием в этих городах, Б. В. Савинков направил в Ярославль начальника штаба Союза защиты Родины и Свободы, полковника Александра Перхурова и поручил ему возглавить там вооружённое выступление.
Организаторами восстания стало местное отделение Союза защиты Родины и Свободы. В начале 1918 года это была наиболее сильная антисоветская организация в Центральной России, ячейки которой имелись не только в Ярославле, но и во всех крупных верхневолжских городах: Рыбинске, Муроме, Костроме. Наличие хорошо разветвлённой подпольной сети позволило создать ядро будущего сопротивления. Союз взаимодействовал с местными организациями Союза офицеров, Союза фронтовиков и Союза георгиевских кавалеров, а также координировал работу с антисоветским подпольем в Москве, но из-за слабости последнего и растущей активности ВЧК основное внимание уделялось провинциальным центрам.
Выбор Ярославля в качестве опорного пункта для восстания был обусловлен сочетанием нескольких факторов:
- Это был крупный губернский центр на Волге, здесь проходила железнодорожная магистраль на Север и в Сибирь. Ярославль мог рассматриваться как северный ключ к Москве.
- После того, как часть местных отрядов Красной гвардии была направлена в Москву и на Кубань для оказания помощи в борьбе с белым движением, количество организованных и вооружённых сторонников Советской власти в городе уменьшилось[4].
- Вера в поддержку союзников, дорого обошедшаяся всем белым силам в гражданской войне. Восставшие надеялись на помощь извне, от антисоветских сил и организаций, а также со стороны стран Антанты (Б. В. Савинкову было дано обещание о поддержке восстания французским десантом в Архангельск, однако на практике десант Антанты высадился в Архангельске только в августе).
- Ещё одним фактором, сказавшимся в выборе Ярославля как места выступления, могло быть размещение в нём с марта 1918 года штаба Ярославского военного округа, занимавшегося формированием частей Красной армии на территории Северного Поволжья. Это позволяло многим офицерам легально прибывать в город, а с началом восстания — сразу же дезорганизовывало управление войсками на обширной территории.
- Существует также определённая преемственность июльского восстания по отношению к антибольшевистскому сопротивлению в Ярославле после октября 1917 года. В начале 1918 года в Ярославле уже имели место антисоветские выступления, одно из которых произошло в пасхальные дни, но было быстро подавлено.

## Руководители восстания
- общее руководство восстанием и действиями вооружённых формирований осуществлял представитель Добровольческой армии — полковник Александр Петрович Перхуров;
- помощником главноначальствующего по гражданской части стал железнодорожный служащий, меньшевик И. Т. Савинов (по другим данным, член Комитета спасения А. М. Кизнер);
- на должность городского головы был вновь назначен Владимир Лопатин, занимавший этот пост до июля 1917 года, а после — работавший в ярославской городской думе в качестве гласного[5];
- в городскую управу вошли купец Каюков, кадеты Соболев и Горелов, а также бывший присяжный поверенный меньшевик Мешковский:
- в число руководителей восставших вошёл бывший член губисполкома, эсер Н. А. Мамырин, который совершал поездки по деревням и агитировал крестьян к восстанию против Советской власти;
- также среди участников восстания был бывший губернский комиссар Временного Правительства Борис Дюшен (не занимавший, однако, никаких административных должностей).

## Цели восстания
Целями восставших являлись ликвидация большевистской диктатуры, восстановление политических и экономических свобод, созыв Учредительного собрания, разрыв Брестского мира и с помощью союзников России по Антанте открытие нового Восточного фронта против Германии и большевиков.
Гарантировалось право собственности крестьян на землю на основании закона, однако к этому времени земля была социализирована как «общенародное достояние» и передана крестьянам «на началах уравнительного землепользования» (согласно Декрету о земле, принятому II Всероссийским съездом Советов 26 октября 1917 года, чья правомочность восставшими не признавалась). В ярославской формуле речь шла не об общенародности земельного фонда, а о праве полной собственности крестьянина на землю и о законных гарантиях этой собственности. Поскольку в это время идея частной собственности на землю среди основной массы российских крестьян популярностью не пользовалась, не исключено, что именно эта формулировка лишила восставших поддержки основной массы крестьянства, так как была воспринята в качестве дымовой завесы для попытки пересмотра результата передела земли 1917 года с возвращением помещичьего землевладения.
В воззвании говорилось также о водворении «строгого законного порядка» как «самой первой меры».
Относительно тактики и военных целей восстания существуют разные мнения. Обычно считается, что восставшие надеялись на помощь союзников с Севера (которая не была получена) и рассчитывали на возможность распространения восстания на другие города Центра России и в итоге — повсеместно, вплоть до освобождения Москвы.

## События

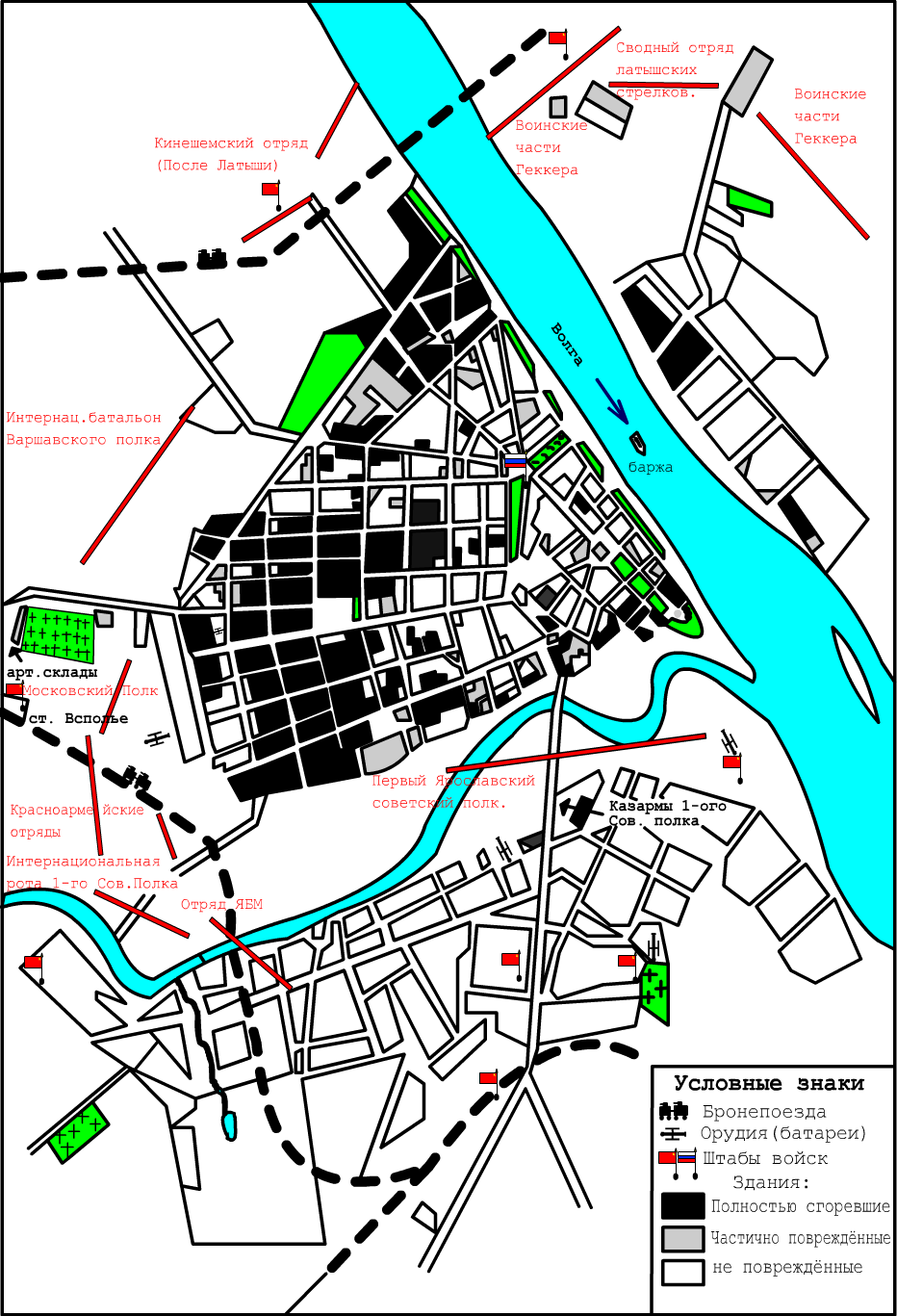
Схема Ярославского восстания

### Силы сторон
К началу восстания Союз защиты родины и свободы сумел легально сосредоточить в городе до 300 офицеров (офицерский союз в самом Ярославле насчитывал около 200 человек, ещё 50 человек прибыли из Москвы, 30 из Калуги и 12 из Костромы).
Далее, в первые же дни руководители восстания объявили о воссоздании «самообороны» при городской управе (впервые созданной в ноябре 1917 года, но впоследствии расформированной Советской властью) и записи в добровольческую армию. 6 июля была объявлена мобилизация — обязательная для офицеров и добровольная для остальных. В целом, число записавшихся в добровольцы насчитывалось около шести тысяч человек, которым оказывали поддержку местное духовенство, интеллигенция, а также крестьяне некоторых пригородных сёл. Однако, по воспоминаниям самого Перхурова, непосредственно на линии фронта находилось не более 600—700 человек, большая часть добровольцев рассеялась вскоре после начала боёв.
Силы большевиков в Ярославле к началу восстания насчитывали около 1000 штыков, в том числе: 1-й Советский полк (500—600 штыков), Особый коммунистический отряд (200 штыков), автопулемётный отряд, состоявший из двух броневиков и пяти пулемётов, и отряд конной милиции в 100 человек. В самом начале восстания военные специалисты из числа офицеров, автопулемётный отряд, милиция и часть личного состава гарнизона перешли на сторону восставших. Особый коммунистический отряд был захвачен врасплох, разоружён и арестован. 1-й Советский полк вначале объявил о своём нейтралитете, но уже через несколько часов перешёл к активным действиям против восстания.

### Начало восстания
В начале восстания повстанцы практически не были вооружены — на 105 человек имелось только 12 разнокалиберных револьверов и сама возможность выступления зависела только от захвата вооружения у противника.
В ночь на 6 июля 1918 года заговорщики во главе с Александром Перхуровым собрались на Леонтьевском кладбище на окраине Ярославля. Примерно в полукилометре от кладбища находился склад оружия, свозимого с фронта. Повстанцы напали с нескольких сторон на красноармейцев, охранявших склад, захватили его и начали разбирать оружие. Из города были направлены 30 вооружённых милиционеров с целью выяснить, что происходит на складе, поскольку телефонная связь была прервана, но они сразу же присоединились к восставшим. Позже на их сторону перешла вся городская милиция, а губернский комиссар милиции прапорщик Фалалеев возглавил один из повстанческих отрядов и позже погиб в бою.
Вооружившись, повстанцы разбились на группы и двинулись в город, где на их сторону перешёл автоброневой дивизион под командованием поручика Супонина (2 пушечных бронеавтомобиля «Гарфорд-Путилов» и 5 крупнокалиберных пулемётов). 1-й Советский полк заявил о своём нейтралитете.
Уже к утру после короткого боя был полностью разоружён и арестован Особый коммунистический отряд, захвачен Губернаторский дом, в котором находились исполком и ГубЧК, заняты почта, телеграф, радиостанция и казначейство. Таким образом, в руках повстанцев оказался весь центр Ярославля, а затем и заволжская часть города — Тверицы.
На городских квартирах были захвачены комиссар Ярославского военного округа Д. С. Закгейм и председатель исполкома городского совета С. М. Нахимсон, которые стали единственными бессудно убитыми в первый день восстания. После произошедшего Перхуров запретил самосуды, издав приказ: «Твёрдо помнить, что мы боремся против насильников за правовой порядок, за принципы свободы и неприкосновенности личности».
Около 200 советских и партийных работников (в том числе делегаты съезда), коммунистов и их сторонников были арестованы и помещены на баржу, которую отвели от берега, поставив на якорь.

### Разгар восстания
В советской историографии отмечено, что расширению и распространению восстания в немалой степени способствовала нерешительность, которую в первые дни восстания проявило местное руководство РККА — окружной военком В. П. Аркадьев и военрук (бывший генерал Русской армии) Н. Д. Ливенцев.

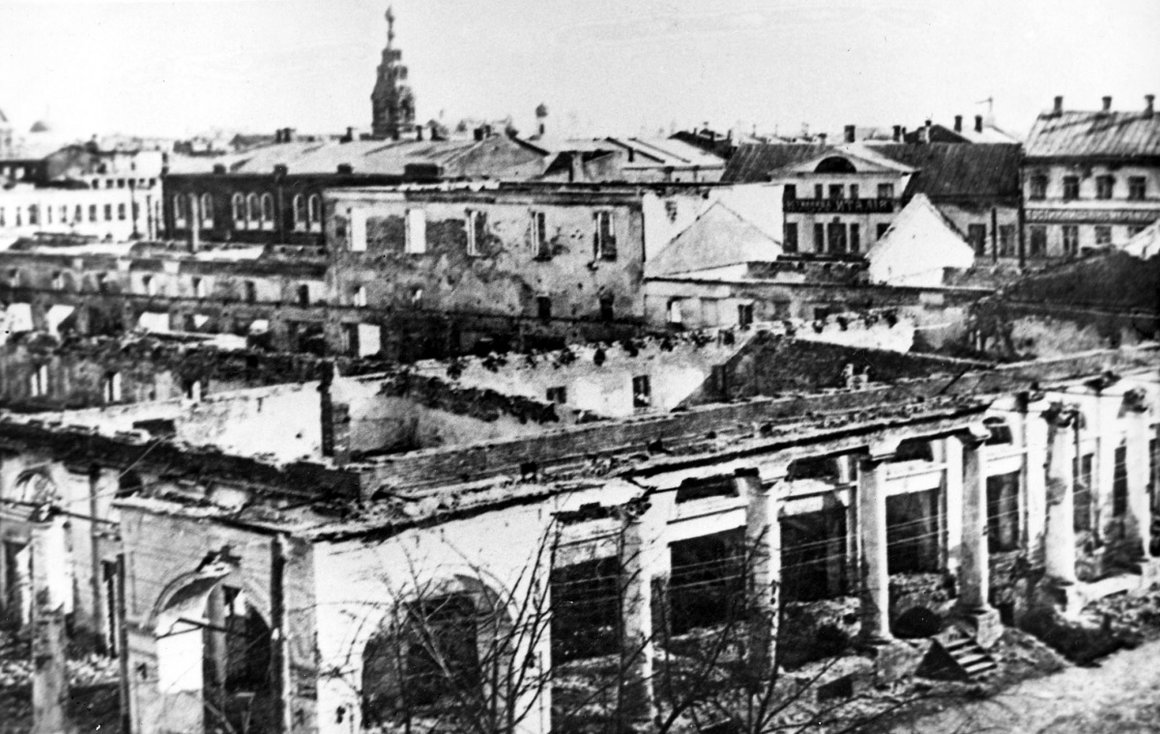
Гостиный двор. 1918 год

Взяв под контроль большую часть города, восставшие расположили свой штаб на Богоявленской площади в городской чертёжной у бывшего Спасо-Преображенского монастыря.
Александр Перхуров провозгласил себя «Главнокомандующим Ярославской губернии и командующим группой войск Северной добровольческой армии». Было объявлено о формировании Северной Добровольческой Армии, подчиняющейся верховному командованию генерала Михаила Алексеева, в ряды которой записалось около шести тысяч человек (из них в боях участвовали 1600—2000). Среди вступивших в армию были офицеры, рабочие, интеллигенция, учащаяся молодёжь, крестьяне из окрестных деревень. Рабочие железнодорожных мастерских направили 140 человек, построили бронепоезд (который не участвовал в боевых действиях, так как сошёл с рельс из-за саботажа), а также ремонтировали оружие, броневики. Но оружия не хватало, особенно орудий и пулемётов (в распоряжении повстанцев было всего 2 трёхдюймовых пушки и 15 пулемётов). Поэтому Перхуров прибегнул к оборонительной тактике, ожидая помощь оружием и людьми из Рыбинска. Крестьянские отряды, подошедшие из окрестных сёл (например, только Диево-Городище прислало 800 человек), не хотели оставаться в Ярославле и, получив оружие, возвращались домой для самостоятельных действий против большевиков. Однако крестьяне получив оружие остались пассивны и не поддержали восставших. Эта пассивность дорого обойдется им, когда они поймут, в чей власти оказались.
8 июля в городе была восстановлена деятельность городского самоуправления «на основах Закона Временного Правительства 1917 года».
13 июля своим постановлением Перхуров для «воссоздания законности, порядка и общественного спокойствия» упразднил все органы Советской власти и отменил все её декреты и постановления, были восстановлены «органы власти и должностных лиц, существовавших по действовавшим законам до октябрьского переворота 1917 года».
Фабричные слободы за рекой Которослью, где находился 1-й Советский полк, восставшие занять не сумели. Вскоре красные с доминировавшей над городом Туговой горы, а также с железнодорожной станции Всполье начали артиллерийский обстрел Ярославля. Расчёт повстанцев на то, что сам факт восстания поднимет Ярославскую и соседние губернии, оказался несостоятельным — первоначальный успех восстания не удалось развить, хотя часть крестьян готова была поддержать восставших.
Тем временем советское военное командование спешно стягивало к Ярославлю войска. В подавлении восстания приняли участие не только местный полк РККА и рабочие отряды, но также отряды красной гвардии из Твери, Кинешмы, Иваново-Вознесенска, Костромы и других городов.
Состав красных частей в первой фазе восстания, после получения первых подкреплений из Москвы, Петрограда и окрестностей:
Новгородский сводный батальон, 1-й Советский полк, отряды Красной гвардии из рабочих Ярославской большой мануфактуры и других заводов, бронепоезд № 2 «Свобода или смерть» (командир — Василий Ремезюк), Варшавский советский революционный полк (262 штыка, 8 пулемётов, состоял из поляков, китайцев и корейцев), 2-й минный батальон Петроградского китайского отряда (командир — Ли Цин Хэ), 2-й летучий отряд охраны путей сообщения Петроградского военного округа, сводный отряд 1-го Костромского Советского полка, 12 орудий (батарея на станции Всполье и батарея на Туговой Горе), отряд 1-го Кинешемского Советского Красного полка (225 штыков).
Подкрепления, подошедшие на четвёртый-пятый день осады:
6-й Тукумский латышский полк, 8-й Вольмарский латышский полк, Венгерский национальный полк, отряд Красной гвардии из Данилова (60 штыков), 2 бронеавтомобиля, три 76-мм орудия из Вологды, 1-й Московский сводный отряд (320 штыков, 6 пулемётов, 2 орудия), 2 бронепоезда («3-й Брянский» и бронепоезд № 6 «Путиловцы»), пулемётная команда Усть-Двинского латышского полка, блиндированная железнодорожная полубатарея (два 75-мм орудия), авиаотряд.

### Разгром восстания

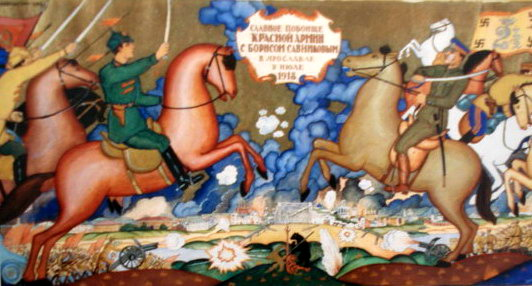
«Славное побоище Красной Армии с Борисом Савинковым в Ярославле в июле 1918 года». Лубок, 1926.

11 июля 1918 был сформирован губернский военно-революционный комитет во главе с К. Е. Бабичем. Командиром сил на южном берегу Которосли был назначен Ю. С. Гузарский, командующим войсками на обоих берегах Волги у Ярославля — прибывший 14 июля из Вологды А. И. Геккер.
Кольцо красных войск, вначале весьма слабое, стало сжиматься всё сильнее. Становилось очевидным, что повстанцы не смогут долго удержать город. Восстания в Рыбинске (8 июля) и Муроме (9 июля) были подавлены. Отряды красной гвардии и части «интернационалистов» (в частности, китайцев, германских и австро-венгерских военнопленных) начали наступление на Ярославль.
Газета «Коммерсантъ» подробно указывает национальный состав «красных частей», прибывших в Ярославль на подавление антибольшевистского восстания: «Двести латышских стрелков и группа артиллеристов прибыли из Рыбинска. 8 июля подтянулся Варшавский советский революционный полк, основу которого составляли поляки и китайско-корейская рота».
Из-за Которосли и со стороны станции Всполье город непрерывно обстреливали артиллерия и бронепоезда. Красные отряды бомбили город и пригороды с аэропланов (в налётах участвовали от 3 до 4 самолётов, один из них при возвращении на свой аэродром разбился при посадке). В результате авиаударов был уничтожен великолепный Демидовский лицей.
По данным штаба по ликвидации мятежа: «за два полёта сброшено более 12 пудов динамитных бомб, большая часть которых, по полученным сведениям, попала в район расположения штаба противника около бывшего губернаторского дома… Лётчиками замечены сильные повреждения зданий и возникшие пожары… Артиллерийский огонь противник не открывал, ограничившись одним или двумя выстрелами из малокалиберных орудий, по-видимому, с броневиков. В настоящее время, в виду упорства противника, решено усилить бомбардировку, применяя для этой цели наиболее разрушительной силы бомбы».

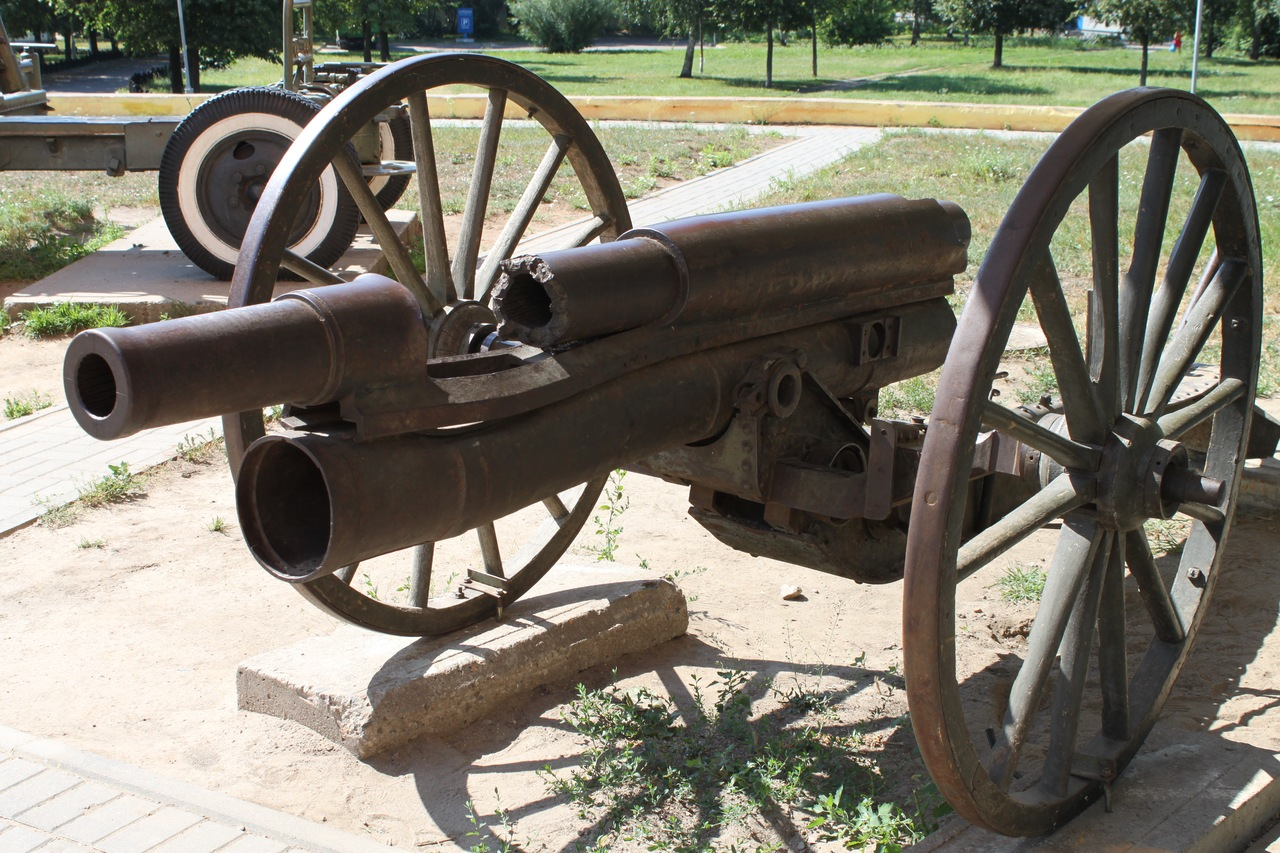
76-мм пушка обр. 1902 г., участвовавшая в обстреле Ярославля. Орудие было выведено из строя снарядом, разорвавшимся в канале ствола. В настоящее время — экспонат Музея боевой славы в Ярославле

РККА подвергла город артиллерийскому обстрелу «по площадям», в результате чего уничтожались улицы и целые кварталы. Выпущено по городу около 75 000 снарядов. В охваченной восстанием части города было уничтожено до 80 % всех строений. В городе бушевали пожары, поскольку пожарная часть и городская водонасосная станция были разрушены.
Ввиду подавляющего численного и технического превосходства красных дальнейшее продолжение вооружённой борьбы для повстанцев становилось бесперспективным. На созванном военном совете Перхуров настаивал на прорыве армии из Ярославля и уходе либо на Вологду, либо на Казань навстречу Народной армии. Однако большинство командиров, будучи местными жителями, во главе с генералом Карповым — отказались покидать город и решили продолжать борьбу пока есть возможность. Сложность ситуации заключалась в том, что участниками восстания были как приехавшие из других городов офицеры, так и жившие в Ярославле отставные солдаты и офицеры русской армии, мирные граждане, взявшиеся за оружие. Для первых был важен прежде всего военный аспект проводившейся «операции», для других ставка была неизмеримо больше: они защищали не только себя, но и свои семьи, и у них не было путей отступления. В итоге было решено выслать за подкреплением отряд из 50 человек во главе с А. П. Перхуровым, который покинул Ярославль на пароходе в ночь с 15 на 16 июля 1918 года.
Командующим в городе остался генерал Пётр Карпов, чья семья жила в Ярославле (согласно протоколам Ярославской ЧК, его расстреляли в сентябре 1918 года). Уход Перхурова отрицательно сказался на боевом духе восставших, однако они продолжали сопротивление.
К 20 июля восставшим стало ясно — далее сопротивляться нечем, их силы и боеприпасы были на исходе. Штаб повстанцев принял решение о прекращении сопротивления. Но сдаться решили не красным войскам, а «Германской комиссии военнопленных № 4» во главе с лейтенантом К. Балком, интернированной с начала восстания в городском театре.
21 июля оставшиеся в Ярославле бойцы сдались германской комиссии. Хотя её председатель К. Балк заверил сдавшихся повстанцев, что комиссия займёт позицию «вооружённого нейтралитета» и не выдаст их большевикам, почти сразу он передал всех большевикам, которые их немедленно расстреляли.

## Значение восстания
Восстание потерпело поражение из-за отсутствия поддержки извне и недостатка вооружения, численного превосходства сил красных и интенсивного применения ими артиллерии и авиации. Как отмечал впоследствии Борис Савинков: «В Ярославле вооружиться было нечем. Приходится удивляться не тому, что полковник Перхуров не разбил под Ярославлем большевиков, а тому, что он смог продержаться 17 дней».
Несмотря на поражение восстания в Ярославле, оно оказало значительное влияние на развитие боевых действий на Волге и Урале. Оно позволило задержать переброску большевиками своих резервов на Поволжский и Уральский фронты, что привело к тяжёлым поражениям красных войск и занятию антибольшевистскими силами Самары, Екатеринбурга и Казани. Это был один из переломных моментов Гражданской войны. Если бы восстание смогло развиться и удержаться, то армия Комуча через Казань могла встречно ударить на Нижний Новгород и реальность объединения фронта открывала шанс наступления на Москву с востока и юга где Комуч должен был соединиться на Хвалынском фронте с Донской армией.
Восстание стало косвенной причиной дальнейших крестьянских мятежей на ярославщине, многие крестьяне получили оружие именно от повстанцев в первые дни июльских событий 1918 года.

## Историографические оценки
Первоначально современники, которые придерживались разных политических взглядов, называли произошедшее в Ярославле событие «восстанием». Но в 1930-е годы это слово было заменено ярлыком-понятием «мятеж», которое на протяжении десятилетий безраздельно господствовало в советской историографии. Однако в эмигрантской литературе продолжало существовать старое понятие «восстание». На эту двойственность обратили внимание Е. А. Ермолин и В. Н. Козляков. Как отмечали историки, причиной такого смещения акцентов в наименовании событий в Ярославле являлось идеологическое наполнение понятий «восстание» и «мятеж». Если «восстание» советские историки наделяли статусом неизбежности и объективности, что в контексте марксистской методологии носило позитивную окраску, то понятие «мятеж» ассоциировалось с анархичностью, капризом, произвольностью, беззаконностью проводимых акций. Настаивая на эмигрантской трактовке событий в Ярославле, Е. А. Ермолин и В. Н. Козляков отметили два признака, которые, по их мнению, позволяют характеризовать эти события как масштабное народное восстание против большевиков:

1. В первой половине 1918 года ещё продолжало существовать стойкое общее убеждение в незаконности и временности власти большевиков, что повлияло на мотивы действий восставших. Моральное и юридическое право выступления против узурпаторов власти было на стороне восставших, стремившихся сохранить правовую и культурную преемственность с добольшевистским временем и восстанавливавших прежние органы власти. Ярославское восстание не имело узкопартийного, сектантского характера. 

2. Роль офицеров-заговорщиков из савинковской организации Союза защиты Родины и Свободы была значительной только в первой момент начала движения. В дальнейшем под знаменами восставших оказалось много жителей города, поэтому стихия событий существенно изменила первоначальные цели.

## Последствия восстания

### Погибшие

#### Советская сторона
Восставшими было арестовано свыше 200 коммунистов и работников советских учреждений; председатель губисполкома С. М. Нахимсон, председатель исполкома городского Совета Д. С. Закгейм были убиты, ещё несколько десятков советских работников были интернированы на т. н. «баржу смерти», поставленную на якорь посреди Волги. При попытке пленников покинуть баржу, в них стреляли, но на 13-й день им удалось сняться с якоря и баржа приплыла в расположение войск РККА (к этому времени в живых на борту осталось 109 человек).
Газета «Правда» призывала к мщению, напечатав 14 июля 1918 года, то есть ещё задолго до официального объявления большевиками красного террора, следующее обращение: 

 В Ярославле убиты восставшими белогвардейцами Доброхотов… Закгейм… Нахимсон… Убиты самые стойкие, испытанные борцы пролетарской армии… Товарищи ярославцы! мы ждем от вас ответа: сколько сотен гадов и паразитов истребили вы за эти три драгоценные жизни наших друзей? Поп, офицер, банкир, фабрикант, монах, купеческий сынок — все равно. Ни ряса, ни мундир, ни диплом не могут им быть защитой. Никакой пощады белогвардейцам!
Количество красноармейцев, погибших при подавлении восстания, неизвестно.
Ю. С. Гузарский, руководивший подавлением восстания, в 1919 г. был арестован и казнён за неповиновение приказам.
В 1958 году на Советской площади Ярославля был установлен Памятник жертвам белогвардейского мятежа.

#### Антибольшевистские силы
Во время боёв погибло около 600 восставших. После взятия Ярославля 21 июля 1918 года в городе начался массовый террор — расправа над повстанцами и жителями города: в первый же день после окончания восстания были расстреляны переданные Балком 428 человек (в том числе был расстрелян весь штаб восставших — 57 человек), в основном офицеры, студенты, кадеты, лицеисты. Число бессудно казнённых в первые часы после подавления восстания уже никогда не станет известно. Таким образом, можно утверждать, что, за исключением той сотни восставших, что сумела вырваться из осаждённого города, погибли почти все, принявшие участие в восстании. Расстрелы продолжались и позднее: в сентябре в советской прессе фиксируется более 60 случаев казни участников восстания. Всего же по Ярославской губернии с марта по ноябрь 1918 года по далеко не полным данным С. П. Мельгунова большевистскими властями было расстреляно 5004 человека.
Савинков, в 1924 году выступая перед Военной коллегией Верховного суда СССР, заявил: «Я хочу сказать, что ответственность за Ярославль я, конечно, беру на себя целиком: я организовал это дело, я был вдохновителем этого дела, я был его душой. Ярославль — бесплодная и кровавая попытка».

### Материальный ущерб
Историк Василий Цветков охарактеризовал бомбардировку Ярославля как «варварскую» и «ничем не оправданную».
В ходе городских боев городу был нанесён значительный материальный ущерб. Сгорело 20 фабрик и заводов, в том числе табачная и спичечная фабрика, 4 войлочных, лесопильный, свинцово-белильный, механический заводы и др.
Артиллерийским огнём и бомбардировками были разрушены 2147 домов (без крова остались 28 тыс. жителей) и уничтожены: Демидовский юридический лицей с его знаменитой библиотекой, часть торговых рядов, десятки храмов и церквей, 67 зданий правительственного, медицинского, культурного назначения.

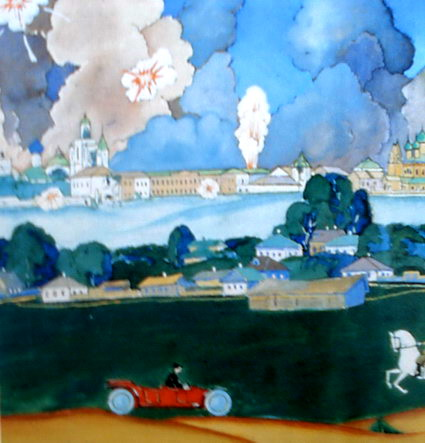
А. И. Малыгин. Пожар Ярославля в июле 1918 года (фрагмент). 1928 год.
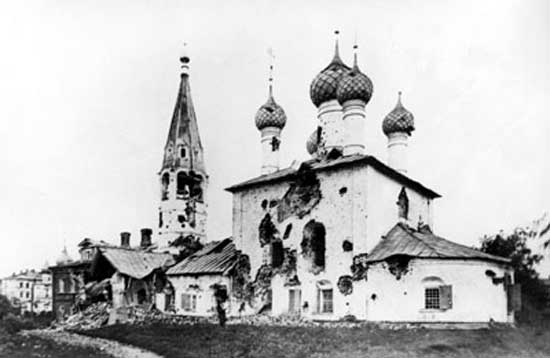
Церковь Никола Рубленый после восстания
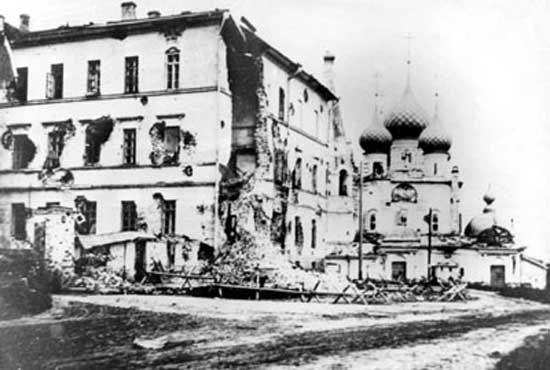
Главпочтамт (сейчас военный госпиталь) и церковь Спаса на Городу после восстания
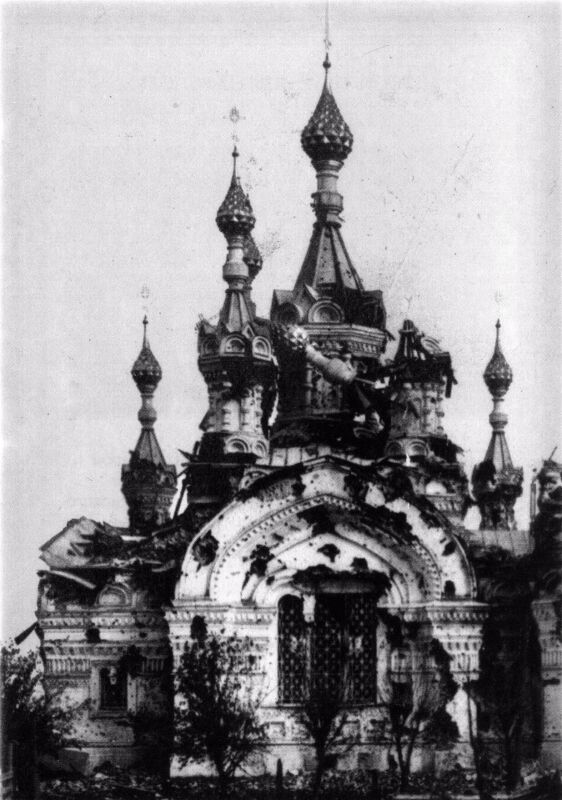
Церковь Покрова Богоматери на Борисоглебской улице после восстания
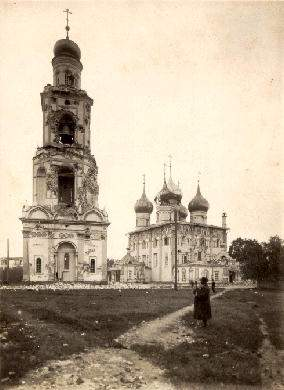
Успенский собор после восстания

#### Уничтожение музейного исторического наследия России
Летом 1918 года в Ярославле оказались коллекции петроградского Артиллерийского исторического музея (АИМ) — крупнейшего музея русской армии, в котором хранились военные и художественные ценности, связанные с историей всех родов сухопутных войск России. Временное правительство распорядилось об эвакуации АИМ. Считается, что одной из причин эвакуации стала бронза, из которой были изготовлены старые орудия, — стратегический металл, в котором Германия испытывала острую нужду. Местом временной дислокации музея выбрали Ярославль. 25 сентября 1917 года три баржи, груженные самыми ценными орудиями, иными экспонатами и архивом, отплыли из Петрограда в сопровождении прапорщика Курышева и трёх канониров 1-й тяжёлой артиллерийской бригады, которые самоотверженно пытались сохранить фонды от всех военных и революционных катаклизмов. В июле 1918 года район Спасского монастыря, где хранилось музейное имущество, стал полем сражения, в возникшем пожаре полностью сгорели 55 ящиков со знамёнами и оружием: всего около 2000 знамён (в том числе ценные, стрелецкие), все трофеи, собранные в ходе Первой мировой войны, 300 экземпляров старинного огнестрельного и холодного оружия. На баржах были повреждены 54 ценных орудия, погиб в воде архив 2-й половины XVIII столетия и частично — 1-й половины XIX в.
В дни восстания в результате пожара в типографии была безвозвратно утрачена рукопись последней книги крупного русского социолога и правоведа, академика Богдана Кистяковского «Право и науки о праве». В Ярославле также погибли многие материалы научной экспедиции Бориса Вилькицкого 1911—1916 годов, изучившей у берегов Таймыра возможность прокладывания трассы Северного морского пути (экспедиция открыла пролив Вилькицкого, Землю императора Николая II (переименована в Северную землю), остров цесаревича Алексея (остров Малый Таймыр), остров А. И. Вилькицкого и др.) Уцелевшими картами и лоциями экспедиции Вилькицкого последующие экспедиции полярников пользовались и в тридцатые годы XX века.
В огне пожара были уничтожены материалы о лечении А. С. Пушкина после ранения на дуэли с Дантесом, хранившиеся в семье Журавских, потомков В. И. Даля, на руках которого скончался поэт.

## Отражение в литературе, искусстве, публицистике
- Начинающий советский драматург, журналист А. Н. Афиногенов в 1925 году опубликовал пьесу-коллаж «Змеиный след: Кино-хроника из времен Ярославского мятежа в XXXVIII эпизодах» (Ярославль: Литье, 1925. 31 с.).
- Писатель-эмигрант Л. Ф. Зуров написал повесть «Кадет» (Рига, 1928 г.), в которой сочетается личный опыт участия в белом движении с использованием информации, полученной от непосредственных участников Ярославского восстания. Герой повести, кадет Митя Соломин покидает сожжённое имение и едет в Ярославль, где совместно с другими учащимися местного кадетского корпуса принимает участие в вооружённом восстании против большевистской власти.
- Советский прозаик А. И. Пантелеев, бывший в детстве свидетелем событий, в повести «Лёнька Пантелеев» (1938, 1952) отразил свои впечатления, подробно описал быт горожан в дни восстания.
- В воспоминаниях В. А. Каверина о Ю. Н. Тынянове «Друг юности и всей жизни» автор отмечает, что дипломная работа о Кюхельбекере студента Петроградского университета, будущего выдающегося литературоведа и прозаика Юрия Тынянова сгорела во время восстания вместе с библиотекой, которую он собирал с гимназических лет.
- Повесть Роберта Штильмарка «Волжская метель» (другое название — «Пассажир последнего рейса», первая публикация — журнал «Вокруг света», 1974 год).
- Мятежу и борьбе ярославских чекистов с восстанием посвящены повести Бориса Сударушкина «Юность чекиста» (Ярославль: Верхне-Волжское книжное издательство. — 1979) и «По заданию губчека»(Ярославль: Верхне-Волжское книжное издательство. — 1982).
- В романе Алексея Толстого «Хождение по мукам» дается художественная версия восстания.
- О восстании повествует Н. Чуковский в романе «Ярославль».
- Образ восстания создал в 1920-е гг. ярославский художник Александр Иванович Малыгин в серии лубочных стилизаций.
- Ярославский прозаик Г. В. Кемоклидзе в романе «Салин» изобразил Семена Нахимсона, ставшего одной из первых жертв событий.
- В 2018 году режиссёром Сергеем Пикаловым по заказу Первого канала был снят телевизионный сериал «Мятеж», повествующий об участниках восстания[24].

## Память
- Летом 1918 года в Демидовском сквере состоялись торжественные похороны видных представителей партии большевиков, погибших во время восстания. В 1919 году на их могиле был установлен деревянный памятник-ротонда по проекту архитектора Константиновича. В 1958 году ветхий деревянный памятник был заменен на гранитный монумент с бронзовыми и лепными деталями, выполненный по проекту архитекторов М. Ф. Егоренкова и А. К. Козловой[25].
- В Ярославле ряд улиц города названы в честь большевиков, погибших в дни восстания: ул. Нахимсона, ул. Закгейма; есть также несколько улиц на окраине города, названных в честь социал-демократа Сергея Суворова. Несколько улиц носит имя красных командиров, участвовавших в его подавлении: ул. Громова, улица Бабича.
- В 2017 году депутатами Ярославской областной Думы Василием Цепенда и Сергеем Балабаевым был подготовлен законопроект, по которому день начала восстания — 6 июля — предлагалось сделать памятной датой Ярославской области. Кроме того, инициаторы предлагали создать на территории Ярославля мемориал в память о трагических событиях лета 1918 года. Законопроект не был утвержден профильным комитетом. После внесение данной инициативы на заседание Ярославской областной Думы закон был отклонён большинством голосов[26].